# Maison à baies géminées trilobées
La maison à baies géminées trilobées est un immeuble particulier situé à Saint-Macaire, en France.

## Localisation
Le bâtiment est situé dans le département français de la Gironde, sur la commune de Saint-Macaire, au cœur de la vieille ville, sur le côté sud de la place du Mercadiou (Marché-Dieu), en face du Relais Henri IV.

## Historique
L'édifice, construit au XVIe siècle, est inscrit au titre des monuments historiques par arrêté du 12 novembre 1926 pour sa façade.